# Laura Bennett
Laura Bennett (* 25. April 1975 in North Palm Beach als Laura Marie Reback) ist eine ehemalige US-amerikanische Triathletin, zweifache Olympionikin (2008, 2012) und Triathlon-Vizeweltmeisterin (2003).

## Werdegang
Bereits im Alter von zehn Jahren fing Laura Reback mit dem Triathlon an. Ihre beiden älteren Brüder David und John waren auch als Triathleten aktiv.
1997 war sie bei den Weltmeisterschaften in Australien die zweitschnellste US-Amerikanerin und seit 1998 startet sie als Profi.

### US-Triathlon-Meisterin 2003
2003 wurde sie US-amerikanische Triathlon-Meisterin auf der olympischen Kurzdistanz (1,5 km Schwimmen, 40 km Radfahren und 10 km Laufen) und im Dezember auf Neuseeland Vizeweltmeisterin.
Bei den Triathlon-Weltmeisterschaften der ITU wurde sie in den Jahren 2004, 2005 und 2007 jeweils Dritte auf der Kurzdistanz.

### Olympische Sommerspiele 2008
2008 startete sie bei den Olympischen Spielen in Peking und belegte den vierten Rang.

Im September 2009 gewann sie bei ihrem ersten Start auf der Mitteldistanz (halbe Ironman-Distanz: 1,9 km Schwimmen, 90 km Radfahren und 21,1 km Laufen) den Ironman 70.3 Augusta und qualifizierte sich damit für einen Startplatz bei den Ironman 70.3 World Championships, wo sie im November Fünfte wurde.
2011 wurde sie zum dritten Mal nationale Triathlon-Meisterin auf der Kurzdistanz.

### Olympischen Sommerspiele 2012
2012 konnte sie sich erneut für einen Startplatz bei den Olympischen Spielen qualifizieren und erreichte im August in London den 17. Rang. Laura Bennett gewann im Juni 2013 ihr zweites Ironman 70.3-Rennen und ihr Mann Greg konnte parallel die Wertung der Männer für sich entscheiden.

### Triathlon-Langdistanz seit 2014
Bei ihrem ersten Ironman-Start wurde sie im August 2014 Zweite bei der Erstaustragung des Ironman Boulder (3,86 km Schwimmen, 180,2 km Radfahren und 42,195 km Laufen). Im September wurde sie in China Sechste bei der Weltmeisterschaft auf der Triathlon-Langdistanz. Im Juni 2017 erklärte sie ihre aktie Zeit für beendet.
Seit November 2004 ist sie mit dem Triathleten Greg Bennett verheiratet und die beiden leben in Boulder Colorado.

## Sportliche Erfolge
| Datum/Jahr    | Rang | Wettbewerb                                       | Austragungsort           | Zeit        | Bemerkung |
| ------------- | ---- | ------------------------------------------------ | ------------------------ | ----------- | --- |
| 17. Apr. 2016 | 3    | Ironman 70.3 New Orleans                         | New Orleans              | 04:29:51    | [ 2 ] |
| 31. Aug. 2014 | 8    | Hy-Vee Triathlon 5150                            | Des Moines               | 02:00:09    | U.S. Championships |
| 15. Juni 2014 | 5    | Ironman 70.3 Boulder                             | Boulder                  | 04:13:38    | |
| 1. Juni 2014  | 6    | Escape from Alcatraz Triathlon                   | San Francisco            | 02:25:05    | |
| 4. Mai 2014   | 5    | Ironman 70.3 St. Croix                           | Saint Croix              | 04:49:58    | |
| 13. Apr. 2014 | 5    | Ironman 70.3 Florida                             | Orlando                  | 04:25:45    | |
| 10. Nov. 2013 | 4    | Ironman 70.3 Mandurah                            | Mandurah                 | 04:18:45    | |
| 9. Juni 2013  | 2    | Eagleman Ironman 70.3                            | Cambridge (Maryland)     | 04:17:21    | |
| 2. Juni 2013  | 1    | Ironman 70.3 Raleigh                             | Raleigh                  | 04:17:18    | Laura Bennett gewinnt ihr zweites Ironman 70.3-Rennen und ihr Mann Greg kann die Wertung der Männer für sich entscheiden. |
| 4. Aug. 2012  | 17   | Olympische Sommerspiele 2012                     | London                   | 02:02:17    | |
| 10. Sep. 2011 | 5    | ITU Triathlon World Championship Series 2011     | Peking                   | 01:59:02    | |
| 19. Juni 2011 | 6    | ITU Triathlon World Championship Series 2011     | Kitzbühel                | 02:06:44    | |
| 9. Apr. 2011  | 6    | ITU Triathlon World Championship Series 2011     | Sydney                   | 02:01:59    | Auftaktveranstaltung der neuen Saison                                                                                     |
| 2011          | 1    | USA Triathlon Elite National Championships       | Buffalo                  |             | Nationale Meisterin |
| 12. Sep. 2010 | 8    | ITU Triathlon World Championship Series 2010     | Budapest                 | 01:51:36    | Grand Final |
| 15. Aug. 2010 | 8    | ITU Triathlon World Championship Series 2010     | Kitzbühel                | 02:04:51    | beim 6. Rennen der Serie                                                                                                  |
| 24. Juli 2010 | 5    | ITU Triathlon World Championship Series 2010     | London                   | 01:52:34    | beim 5. Rennen der Serie                                                                                                  |
| 2010          | 1    | USA Triathlon Elite National Championships       | Tuscaloosa               |             | Nationale Meisterin |
| 14. Nov. 2009 | 5    | Ironman 70.3 World Championship                  | Clearwater               | 04:07:39    | |
| 27. Sep. 2009 | 1    | Ironman 70.3 Augusta                             | Augusta                  | 04:18:36    | Laura Bennett gewann und ihr Mann Greg konnte die Wertung der Männer für sich entscheiden.                                |
| 2009          | 1    | Malibu Triathlon                                 | Malibu                   |             | Sieg in Kalifornien auf der olympischen Distanz – vor der Drittplatzierten Amanda Stevens                                 |
| 25. Juli 2009 | 17   | ITU Triathlon World Championship Series 2009     | Hamburg                  | 01:59:13    | beim fünften Rennen der Saison – hinter der Siegerin Emma Moffatt                                                         |
| 18. Aug. 2008 | 4    | Olympische Sommerspiele 2008                     | Peking                   | 02:00:21,54 | Der Wettbewerb bestand aus den 3 Disziplinen 1,5 km Schwimmen, 40 km Radfahren und 10 km Laufen.                          |
| 21. Juni 2008 | 4    | Hy-Vee Triathlon                                 | Des Moines               | 02:05:30    | |
| 2007          | 3    | USA Triathlon Elite National Championships       | Honolulu                 | 00:53:12    | |
| 2007          | 3    | BG Triathlon Word Cup                            | Peking                   | 02:02:06    | Dritte auf der olympischen Distanz                                                                                        |
| 2007          | 3    | ITU Triathlon Short Distance World Championships | Hamburg                  |             | |
| 2007          | 3    | USA Triathlon Elite National Championships       | Honolulu                 |             | Nationale Meisterschaft                                                                                                   |
| 10. Sep. 2006 | 3    | BG Triathlon Word Cup                            | Hamburg                  | 01:54:36    | [ 9 ] |
| 25. Juni 2006 | 3    | USA Triathlon Elite National Championships       | Long Beach (Kalifornien) |             | Nationale Meisterschaft                                                                                                   |
| 2005          | 3    | ITU Triathlon Short Distance World Championships | Gamagōri                 |             | |
| 12. Juni 2005 | 5    | Escape from Alcatraz Triathlon                   | San Francisco            | 02:26:35    | |
| 2005          | 3    | USA Triathlon Elite National Championships       | Bellingham               |             | Nationale Meisterschaft                                                                                                   |
| 2004          | 3    | ITU Triathlon Short Distance World Championships | Madeira                  |             | |
| 6. Dez. 2003  | 2    | ITU Triathlon Short Distance World Championships | Queenstown               |             | |
| 2003          | 1    | USA Triathlon Elite National Championships       | San Francisco            |             | |
| 2. Sep. 2001  | 9    | Goodwill Games                                   | Brisbane                 | 02:05:34,82 | [ 10 ] |

| Datum/Jahr    | Rang | Wettbewerb                                      | Austragungsort | Zeit     | Bemerkung                                                    |
| ------------- | ---- | ----------------------------------------------- | -------------- | -------- | ------------------------------------------------------------ |
| 21. Sep. 2014 | 6    | ITU Triathlon Long Distance World Championships | Weihai         | 06:02:55 | Triathlon-Weltmeisterschaft auf der Langdistanz              |
| 3. Aug. 2014  | 2    | Ironman Boulder                                 | Boulder        | 09:43:59 | bei ihrem ersten Ironman-Start Zweite bei der Erstaustragung |

(DNF – Did Not Finish)